# Nanorrobôs de ADN
Um nanorrobô de ADN (ou por vezes "DNA nanobot" em inglês) é uma máquina molecular construída a partir de ADN. Os nanorrobôs são um tipo importante de máquina molecular que realiza automaticamente tarefas nanomecânicas complexas. As moléculas de DNA são excelentes materiais para a construção de robôs moleculares, pois suas propriedades geométricas, termodinâmicas e cinéticas são bem compreendidas e altamente programáveis
A investigação sobre os nanorrobôs de ADN foi lançada no final de 1980. Desde então, o design e a síntese de máquinas moleculares foram identificados como um grande desafio para a engenharia molecular. O ADN é usado por causa das inúmeras ferramentas biológicas já encontrados na natureza que podem afetar o ADN, e o imenso conhecimento de como o DNA funciona e se comporta previamente pesquisado pelos bioquímicos e microbiologistas.

## Função
A maioria dos robôs de DNA foram projetados para executar uma única função: caminhar em uma direção controlada. Algumas demonstrações incluíram uma segunda função combinada com a caminhada (por exemplo, retirando nanopartículas ou escolhendo um caminho em uma junção). No entanto, essas funções relativamente mais complexas também são mais difíceis de controlar e a complexidade das tarefas costumava ser limitada ao que o robô pode realizar dentro de 3 a 12 etapas.

## Pesquisa e aplicação
Os pesquisadores têm esperança de que os minúsculos robôs de ADN ajudarão a salvar paciente de leucemia em estado grave. Os nanorrobôs ADN são projetados para procurar e destruir as células cancerosas, deixando as células saudáveis ilesas.  Até 2015, eles só foram testados em culturas de células e estudos em animais.